# Jim Sullivan
James Anthony Sullivan (San Diego, 13 agosto 1940 – scomparso da Santa Rosa (Nuovo Messico) il 6 marzo 1975) è stato un cantante e chitarrista statunitense.

## Biografia
Nato in California da una famiglia di origine irlandese americana che si era trasferita dal Nebraska per lavorare nell'industria della difesa. Crebbe nel quartiere di Linda Vista a San Diego dove diventò quarterback della squadra della sua scuola e cominciò a suonare nei gruppi blues della zona. Poi si sposò e cominciò a suonare in un gruppo rock, the Survivors, assieme a sua cognata Kathie Doran. Poi comprò un bar assieme ad a un amico vicino al college, ma il bar fallì e perse i suoi soldi quindi si trasferì con sua moglie Barbara e suo figlio a Los Angeles.
Sua moglie cominciò a lavorare per la Capitol Records quindi cominciò a scrivere delle canzoni e a suonare nei club della zona di Los Angeles, soprattutto al Raft club di Malibù, dove conobbe e divenne amico degli attori Lee Majors, Lee Marvin e Harry Dean Stanton. Nel 1969 fa la comparsa, anche se non accreditato, nel film Easy Rider di Dennis Hopper, nel ruolo di un chitarrista che canta e suona insieme ad altri giovani hippie nelle scene girate alla comune rurale. Suonò anche in uno show di José Feliciano registrato in televisione. Nel 1969 pubblicò per una piccola etichetta discografica, la Monnie, il suo album di debutto U.F.O. che mescolava rock, country e folk e venne paragonato a Fred Neil, Tim Hardin, Gene Clark e Joe South, con arrangiamanti nello stile di David Axelrod.
L'album venne remixato e ristampato dalla Century City Records nel 1970 e uscirono anche  i singoli "Rosey" e "Highway". Sullivan continuò a cantare nel club e nel 1972 registrò il secondo album, Jim Sullivan, con gli arrangiamenti di Jim Hughart, prodotto da Lee Burch e uscito per la Playboy Records, etichetta di proprietà dell Playboy Enterprises di Hugh Hefner.
Sullivan non ebbe il successo sperato e cominciò a bere sfociando nell'alcolismo, il suo matrimonio iniziò a vacillare e nel 1975 decise di trasferirsi a Nashville dalla cognata, la cantante Kathie Doran, trovare il successo sperato e farsi raggiungere dalla moglie e i due figli in un secondo momento.

## La scomparsa
Il 4 marzo 1975 partì solo con il suo Maggiolino. Il giorno successivo, dopo essere stato fermato da una pattuglia autostradale durante la guida, si recò al Motel La Mesa a Santa Rosa, nel Nuovo Messico. Secondo varie testimonianze, non dormì mai nel motel, lasciando la chiave all'interno della camera e acquistando vodka in un negozio. Fu visto il giorno seguente a circa 26 miglia di distanza, in un ranch in luogo remoto di proprietà della famiglia Gennetti. La sua macchina fu ritrovata più tardi abbandonata al ranch, e alcuni dissero di averlo visto l'ultima volta vicino alla sua auto. La macchina conteneva i soldi di Sullivan, carte, la chitarra, i vestiti e una scatola dei suoi dischi invenduti.
Non fu mai più visto e le ipotesi sulla sua scomparsa furono disparate: si pensò fosse stato ucciso, o che fosse rimasto vittima di un episodio di disorientamento che lo portò a smarrirsi. Alla luce del titolo del suo primo album, fu anche ipotizzato un rapimento alieno. Di lui non venne trovata più alcuna traccia. Un corpo decomposto che somigliava a Sullivan fu più tardi individuato in una zona remota a parecchie miglia di distanza, ma si scoprì non essere il suo.

## Discografia

### Album
- U.F.O. (Monnie, 1969)
  - LP ristampa (Century City, 1970)
  - CD ristampa (Light in the Attic, 2011)
- Jim Sullivan (Playboy, 1972)

### Singoli
- Highway / Lorelei Lee (RCA, 1970)
- Rosey / Roll Back the Time (Century City, 1970)